# 지내역
지내역(Jinae station, 池內驛)은 경상남도 김해시 지내동에 위치한 부산-김해경전철의 역이다. 인근에 김해전문장례식장이 있다.

## 특징
지내 삼거리에 역이 있으며, 출구는 2개가 설치되어 있고, 돗대산 등산길 입구에 역이 있다.

### 승강장
2면 2선 상대식 승강장으로 운영되며,승강장에는 스크린도어가 설치되어 있다.
| 불암↑     |
| \| 상     |
| ↓김해대학 |

| 상행 | ● 부산-김해 경전철 | 사상 방면   |
| 하행 | ● 부산-김해 경전철 | 가야대 방면 |

## 역 주변
- 양장골 사거리
- 지내 삼거리
- 안동공단
- 지내공단
- 돗대산
- 김해전문장례식장
- 지내동원아파트
- 활천중학교

## 인접한 역
| 부산-김해경전철   | 부산-김해경전철    | 부산-김해경전철         |
| ----------------- | ------------------ | ----------------------- |
| 10 불암 사상 방면 | ● 부산-김해 경전철 | 12 김해대학 가야대 방면 |